# Маріно Вінья
Маріно Вінья (італ. Marino Vigna, 6 листопада 1938) — італійський велогонщик.
Олімпійський чемпіон 1960 року в командній гонці переслідування на 4000 м.